# Foguete termonuclear
Esquema de um foguete termonuclear 
de núcleo sólido com uma turbobomba com válvula.
Foguete termonuclear é um foguete que usa um sistema de "propulsão termonuclear" (NTP - Nuclear Thermal Propulsion em inglês). Uma forma muito simplista de entender esse processo é: fazer passar um fluido propelente, normalmente o hidrogênio, pelo núcleo de um reator nuclear que seja o mais leve possível, fazendo com que ele se expanda e seja impulsionado para a câmara de combustão.
No que diz respeito a naves espaciais e foguetes, a NTP é excepcionalmente eficiente, o que é traduzido em impulso específico. A NTP oferece muito mais densidade energética que os conhecidos sistemas químicos.

## Tipos de núcleo
Um foguete termonuclear pode ser categorizado pelo tipo de reator, variando do relativamente simples "reator sólido" até o de construção mais complexa mas teoricamente mais eficiente "núcleo gasoso".
- Núcleo sólido
- Núcleo pulsante
- Núcleo líquido
- Núcleo gasoso